# Società Italiana degli Storici della Fisica e dell'Astronomia

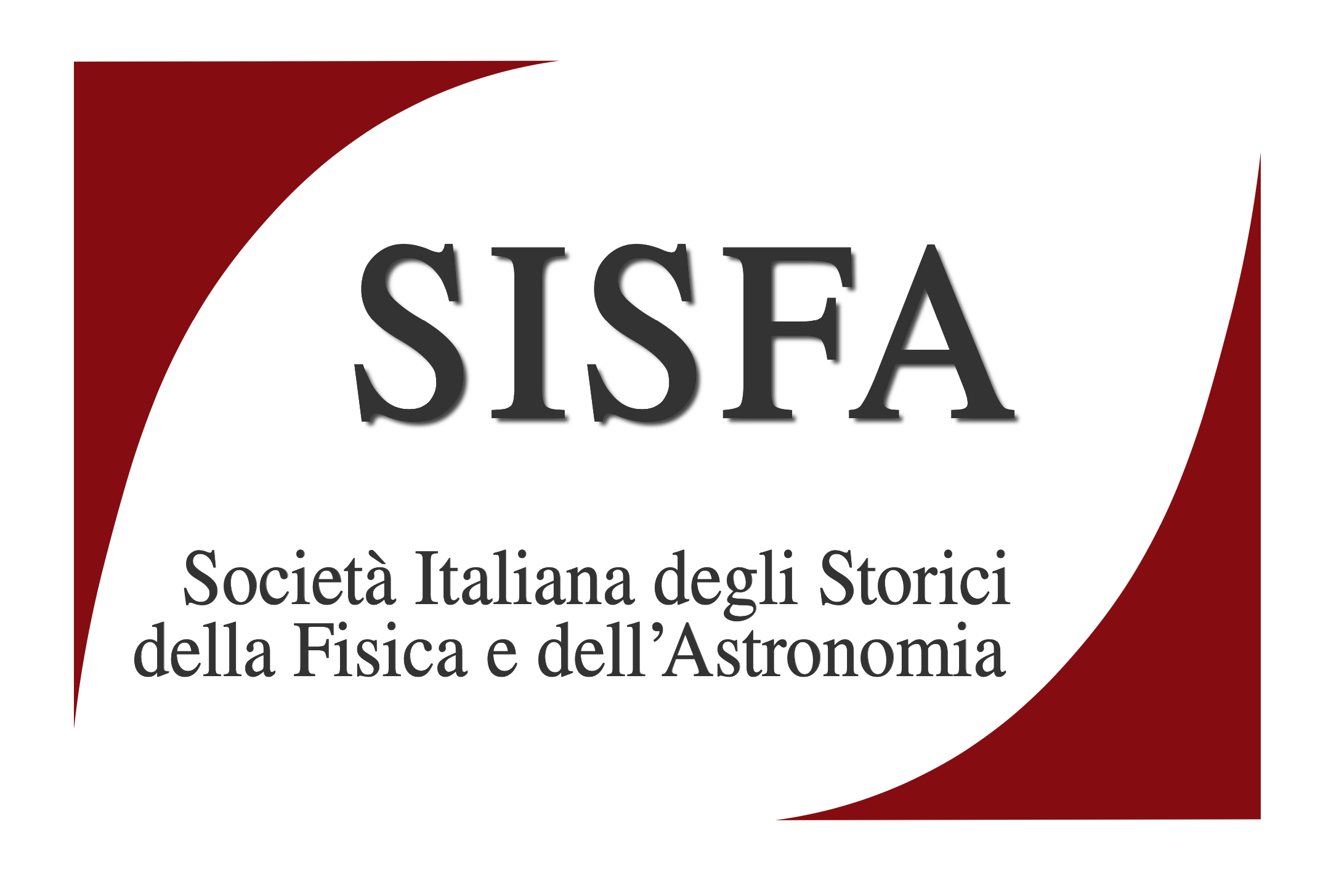
Logo della Società Italiana degli Storici della Fisica e dell'Astronomia

La Società Italiana degli Storici della Fisica e dell'Astronomia (SISFA) è un'associazione scientifica fondata il 23 marzo 1999 che favorisce e promuove gli studi storici nel campo della fisica e dell’astronomia in Italia e nel mondo.

## Storia
La SISFA trae le sue origini dall'iniziativa promossa da un gruppo di ricercatori che, sul finire degli anni Settanta, vollero creare anche in Italia un coordinamento scientifico per le attività di ricerca in storia della fisica e dell'astronomia. Così nel 1982 fu costituito, in ambito CNR, il Gruppo Nazionale di Coordinamento per la Storia della Fisica (GNSF), presieduto da Guido Tagliaferri, fisico e storico della fisica presso l'Università di Milano. Nel 1999 il GNSF fu trasformato e istituzionalizzato nella Società Italiana degli Storici della Fisica e dell'Astronomia.

## Attività accademica
La SISFA organizza ogni anno un congresso nazionale aperto ai soci e ai cultori della ricerca storica in fisica e astronomia. La società promuove la pubblicazione delle comunicazioni ai congressi nei volumi degli atti congressuali. 
Per valorizzare il ruolo della storia dell'astronomia e della fisica nell’insegnamento delle scienze, la SISFA organizza workshop tematici per i docenti della scuola secondaria con l'intento di arricchire il bagaglio culturale dei docenti fornendo loro utili strumenti didattici a beneficio degli studenti.
Inoltre la SISFA sostiene e promuove ogni iniziativa per la salvaguardia, lo studio e la fruizione del patrimonio storico-scientifico preservato sia nei Dipartimenti di Fisica delle Università italiane che negli Osservatori Astronomici, così come in tutti gli altri luoghi in cui queste discipline sono state coltivate.

## Premi
La società assegna annualmente il Premio SISFA per tesi di laurea in storia della fisica o in storia dell’astronomia.